# Andrena suerinensis
Espèce
Statut de conservation UICN

 DD  : Données insuffisantes
Andrena suerinensis est une espèce d'insectes hyménoptères de la famille des Andrenidae. Cette abeille est présente en Europe, dans les zones tempérées et méridionales des côtes de la mer baltique à l’Ukraine.

## Écologie
Cette espèce est univoltine. Elle est visible entre mi-mai à mi-juillet, dans les habitats remaniés (sablières, pentes de loess laissées à nu). Elle collecte le pollen pour ses larves sur les brassicassées (Raphanus raphanistrum, Sinapis arvensis, Sisymbrium sp.). Elle construit son nid dans des terrains dégagés sableux ou sablonneux.

## Parasites
Les nids sont parasités par Nomada calimorpha et probablement Nomada fulvicornis, des abeilles coucous cleptoparasites. Il arrive que les adultes soient eux aussi parasités.

## Étymologie
Son nom spécifique, composé de suerin et du suffixe latin -ensis, « qui vit dans, qui habite », lui a été donné en référence au lieu de sa découverte, Schwerin la capitale du Land de Mecklembourg-Poméranie-Occidentale. 

## Publication originale
- (de + la) H. Friese, « Eine neue Andrenen-Art », Entomologische Nachrichten, Putbus et Berlin, Inconnu, inconnu, inconnu et inconnu, vol. 10, no 20,‎ 1884, p. 308-309 (ISSN 2944-4829, OCLC 5844710, lire en ligne).